# Chongping
Chongping (kinesiska: 崇平镇, 崇平) är en köping i Kina. Den ligger i provinsen Sichuan, i den sydvästra delen av landet, omkring 34 kilometer väster om provinshuvudstaden Chengdu. Antalet invånare är 17 402. Befolkningen består av 8 632 kvinnor och 8 770 män. Barn under 15 år utgör 10,0 %, vuxna 15-64 år 76 %, och äldre över 65 år 12,0 %.
Genomsnittlig årsnederbörd är 1 318 millimeter. Den regnigaste månaden är juli, med i genomsnitt 377 mm nederbörd, och den torraste är december, med 11 mm nederbörd.